# 춍
춍(일본어: チョン 총 / 존[*])은 대한민국과 조선민주주의인민공화국 그리고 그 출신자(한국인 또는 조선 민족)를 낮잡아 부르는 일본어 명칭으로, 일반적으로 한국인을 낮춰 부르는 의미로 사용된다.

## 유래
춍이라는 단어의 어원에 대해서는 여러 가지 설이 있다. 한국인을 비하하는 의미로서의 춍의 용법은 대부분의 일본어 사전에는 등록되어 있지 않은 속어적 용법인데, 사전에 올라와 있는 의미로서는 온전히 사람 구실을 못하는 자 또는 바보, 천치 등의 의미를 나타내는 용법이 예부터 쓰이고 있었다. 반면 한국인을 부르는 맥락에서의 "춍"은 1990년대 이후 일본 온라인 문화에서 등장하기 시작했다. 대표적인 견해는 춍이 조선(チョウセン)의 축약어라는 설, 한국어 단어 총각에서 유래된 일본어 단어인 총가(チョンガー)에서 유래에서 왔다는 설 등이 있으나 아직 정설로 확정된 견해는 존재하지 않는다. 춍의 본래 의미도 일종의 차별어, 특히 장애인을 차별하는 단어였기 때문에 한국인을 가리키는 용법과 종종 겸하여 사용되는 경우가 있다.

## 일본 내의 인식
"춍"은 한국인을 가리키는 경우 심한 차별어로 인식되고 있기 때문에 NHK 등 일본의 방송매체에서는 이를 금칙어로 규정하고 있다. 그러나 상기의 다른 의미를 가진 용법으로 사용되고 있는 이유를 들어 금칙어설정에 의문을 제기하기도 한다.

## 파생어
춍은 여러 종류의 파생어를 가지고 있다. 현재는 한국인을 부르는 의미에서 バカチョン(바보 춍)이라는 단어를 주로 반한 감정을 가진 일본인들이 사용하고 있다. 이 단어 역시 방송에서는 금칙어로 지정되어 있다. 춍코(チョン公)는 사람이나 동물을 친근하게 또는 가볍게 얕보는 호칭 접미사인 코(公)가 붙은 형태이다. 기타 조선민주주의인민공화국이나 대한민국을 특정하여 부를 때는 키타춍(北チョン), 미나미춍(南チョン)이란 단어를 사용하기도 한다. 또한 5채널에서는 응(ン)과 소(ソ), 치(チ)와 테(テ)의 형태가 비슷한 점을 사용하여 쵸소(チョソ), 툔(テョン)이라고도 쓴다.

###### == 기타 ==
파파고 기준 한국 '정'씨의 번역이 이렇게 되어서 일부 게임, 비디오에서는 정씨 이름을 입력하지 못하는 경우가 있다.

1. ↑  스피리치 시리즈 등에서 이렇다